# NGC 906
NGC 906 (również PGC 9188 lub UGC 1868) – galaktyka spiralna z poprzeczką (SBab), znajdująca się w gwiazdozbiorze Andromedy. Odkrył ją Édouard Jean-Marie Stephan 30 października 1878 roku.